# Avalon (Floride)
Pour les articles homonymes, voir Avalon (homonymie).
Avalon est une census-designated place du comté de Santa Rosa, dans l'État de Floride, aux États-Unis,. En 2020, elle compte une population de 722 habitants.